# Марі Дельфіна Макарті
Марі Дельфіна Макарті або МакКарті (19 березня 1787 — 7 грудня 1849), більш відома як мадам Бланк або, після третього шлюбу, як мадам ЛаЛорі, — новоорлеанська світська левиця і серійна вбивця, яка катувала та вбивала рабів у своєму будинку.
Народжена під час іспанського колоніального періоду, ЛаЛорі тричі виходила заміж у Луїзіані і двічі овдовіла. Вона зберігала свою позицію в суспільстві Нового Орлеана до 10 квітня 1834 року, коли рятувальники відреагували на пожежу в її особняку на Роял-стріт. Вони виявили зв'язаних рабів на її горищі, які надали докази жорстокого, насильницького поводження з ними протягом тривалого періоду часу. Згодом будинок ЛаЛорі був розграбований обуреним натовпом жителів Нового Орлеана. Вона втекла з родиною  до Франції.
Її особняк є пам'яткою Французького кварталу, частково через свою історію та архітектурне значення. Однак її будинок був спалений натовпом, а «особняк ЛаЛори» на Роял-стріт, 1140, був фактично відновлений після її від'їзду з Нового Орлеану.

## Рання життя та сімейна історія
Марі Дельфін Макарті народилася в Новому Орлеані, іспанська Луїзіана, 19 березня 1787 року, в родині з п'яти дітей. Її батьком був Луї Бартелемі де Маккарті (спочатку Шевальє де Маккарті), чий батько Бартелемі (де) Маккарті привіз родину до Нового Орлеана з Ірландії приблизно в 1730 році, під час французького колоніального періоду. Її матір'ю була Марі-Жанна Л'Ераб, також відома як «вдова Ле Конт», оскільки її шлюб з Луї Б. Макарті був для неї другим.
Обидва батьки Дельфіни були видатними особами в європейській креольській громаді міста. Її дядько Естебан Родрігес Міро був губернатором іспанських американських провінцій Луїзіана і Флорида протягом 1785–1791 років, а її двоюрідний брат Августин де Макарті був мером Нового Орлеана з 1815 по 1820 рік.
Дельфіні було лише чотири роки, коли в 1791 році вибухнула гаїтянська революція, яка змусила рабовласників на півдні Сполучених Штатів і в Карибському басейні дуже боятися опору та повстання серед рабів; дядько Дельфіни був убитий у 1771 році своїми рабами, революція надихнула місцеву Міну в 1791 році, змову Пуант-Купе в 1794 році і повстання на німецькому узбережжі 1811 року, що спричинило ще гірше ставлення рабовласників до своїх рабів через страх повстання.

## Перший шлюб
11 червня 1800 року, у віці 13 років, Дельфіна вийшла заміж за дона Рамона де Лопеса і Ангуло, кабальєро де ла Роял де Карлоса, високопоставленого іспанського королівського офіцера в соборі Святого Луїса в Новому Орлеані. Луїзіана стала іспанською колонією в 1760-х роках після поразки Франції в Семирічній війні.
У 1804 році, після придбання американцями території, Дон Рамон був призначений на посаду генерального консула Іспанії на території Орлеана і був покликаний постати перед судом Іспанії. По дорозі до Мадрида з Дельфіною, яка тоді була вагітною, дон Рамон раптово помер у Гавані. Через кілька днів після його смерті Дельфіна народила дочок Марі-Борха/Борджіа Дельфіна Лопес і Ангуло де ла Канделарія, на прізвисько «Боркіта». Овдовіла Дельфіна та її дитина повернулися до Нового Орлеана.

## Другий шлюб і смерть чоловіка
У червні 1808 року Дельфіна вийшла заміж за Жана Бланка, видатного банкіра, купця, юриста і законодавця. Під час одруження Бланк придбала для сім'ї будинок за адресою 409 Royal Street в Новому Орлеані, який пізніше став відомий як Вілла Бланк. У Дельфіни було четверо дітей від Бланка, на ім'я Марі-Луїза Полін, Луїза Марі Лор, Марі-Луїза Жанна та Жан-П'єр Полін Бланк. Бланк помер у 1816 році.

## Третій шлюб
25 червня 1825 року Дельфіна вийшла заміж за свого третього чоловіка, лікаря Леонарда Луїса Ніколя ЛаЛорі, який був набагато молодшим за неї. У 1831 році вона купила нерухомість за адресою 1140 Роял-стріт, якою керувала від власного імені без участі свого чоловіка. У 1832 році вона побудувала там 2-поверховий особняк з прибудованими приміщеннями для рабів. Згодом, жила там зі своїм третім чоловіком і двома дочками і займала центральне положення в суспільстві Нового Орлеана.
Однак незабаром у шлюбі почалось напруження; 16 листопада 1832 року Дельфіна звернулася до Першого судового окружного суду з проханням про розлучення, в якому Дельфіна стверджувала, що ЛаЛорі «поводився з нею таким чином, що зробилив їхнє спільне життя непридатним». Син і дві її дочки Жан Бланк підтвердили це. Здається, що вони не постійно жили окремо, оскільки доктор ЛаЛорі був присутній у будинку на Роял-стріт 10 квітня 1834 року, у день пожежі.

## Тортури та вбивства поневолених людей і пожежа в маєтку ЛаЛорі 1834 року

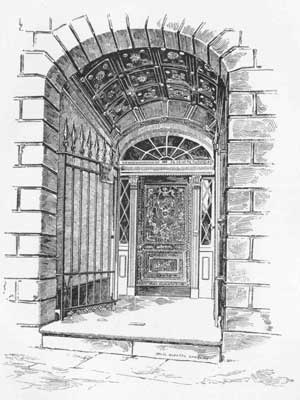
Зображення художника входу на 1140 Royal Street, бл. 1888 рік

Розповіді про поводження Дельфіни ЛаЛорі зі своїми рабами між 1831 і 1834 роками неоднозначні. Гаррієт Мартіно, яка описала в 1838 році історії, які їй переповіли жителі Нового Орлеана під час її візиту в 1836 році, стверджувала, що раби ЛаЛорі були «особливо виснаженими і жалюгідними». Проте, під час публічних виступів ЛаЛорі загалом ввічливо ставився до чорношкірих і дбала про здоров'я поневолених.
Похоронні реєстри між 1830 і 1834 роками фіксують смерть 12 поневолених людей в особняку на Роял-стріт, хоча причини смерті не згадуються, тож, інфекційні хвороби легко могли бути причиною. Серед цих 12 смертей – Бонна, кухарка та прачка, та її четверо дітей Джульєтта (бл. 1820 – 21 лютого 1833 р.), Флоренс (бл. 1821 – 16 лютого 1831 р.), Жюль (бл. 1827 – 29 травня 1833 р.), та Леонтіна (бл. 1829–26 серпня 1831). Бонна (близько 1803 – 7 лютого 1833) раніше була поневолена вз Сент-Домінґе і була описана як «хронічна втікачка».
Судові записи того часу показали, що ЛаЛорі звільнила двох поневолених (Жана Луї в 1819 році і Девінса в 1832 році). Мартіно писала, що публічні чутки про жорстоке поводження ЛаЛорі з поневоленими людьми були досить поширені, що місцевий адвокат був відправлений на Роял-стріт, щоб нагадати Лалорі про закони щодо утримання рабів. Під час цього візиту адвокат не знайшов доказів протиправних дій або жорстокого поводження з людьми з боку ЛаЛори.
Мартіно також переказала інші історії про жорстокість ЛаЛорі, які були поширені серед жителів Нового Орлеана приблизно в 1836 році. Вона розповіла, що після візиту адвоката один із сусідів ЛаЛорі побачив, як восьмирічна рабиня впала з даху особняка на Роял-стріт і розбилась на смерть, намагаючись уникнути покарання від ЛаЛорі, рятуючись від батога. Згодом тіло було поховано на території особняка. Жанна ДеЛавін у своєму звіті 1945 року вказала вік дитини 12 років і дала їй ім’я Лія. Деякі автори розповідали про цю справу, кажучи, що Лія розчісувала волосся Дельфіни, коли вона зробила щось не так, через що ЛаЛорі схопила батіг і погналася за нею.
За словами Мартіно, цей інцидент призвів до розслідування щодо ЛаЛорі, в ході якого її визнали винною в незаконній жорстокості і змусили позбавити дев'яти поневолених людей з їхнього будинку. Ці дев'ять поневолених людей були викуплені ЛаЛорі через посередницького родича і повернулися до резиденції на Роял-стріт. Так само Мартіно розповідала історії про те, що ЛаЛорі тримала свого кухаря прикутим до кухонної плити і била своїх дочок, коли вони намагалися нагодувати поневолених.
10 квітня 1834 року в резиденції Ла Лорі на Роял-стріт виникла пожежа, яка почалася на кухні. Коли поліція та пожежники приїхали, то знайшли кухарку, 70-річну жінку, прикуту ланцюгом до плити. Пізніше вона розповіла, що влаштувала пожежу як спробу самогубства, бо боялася бути покараною. Вона сказала, що раби, яких відводили до верхньої кімнати, ніколи не поверталися.
Як повідомляється в New Orleans Bee від 11 квітня 1834 року, перехожі, які відреагували на вогонь, намагалися увійти в приміщення поневолених, щоб переконатися, щоб всі були евакуйовані. Після того, як ЛаЛорі відмовила надати ключі, перехожі виламали двері в приміщення і знайшли «сімох рабів, жахливо понівечених... підвішених за шию, з очевидно витягнутими і розірваними кінцівками», які стверджували, що перебували там протягом кількох місяців.
Одним із тих, хто увійшов до приміщення, був суддя Жан-Франсуа Канонг, який згодом заявив про те, що знайшов у особняку Ла-Лорі, серед інших, «жінку... із залізним коміром» і «стару жінку, яка отримала дуже глибоку рану на голові [яка була] надто слабка, щоб ходити». Канонг сказав, що коли він допитував чоловіка ЛаЛорі про тих, хто перебуває в рабстві, йому в нахабній формі сказали, що «деяким людям краще залишитися вдома, а не приходити до інших, щоб диктувати закони і втручатися в чужі справи». У версії цієї історії, що поширювалася в 1836 році, яку розповідав Мартіно, додавалося, що поневолені люди були виснажені, мали ознаки здирання шкіри батогом, були зв’язані в обмежувальних позах і носили залізні нашийники з шипами, які тримали їх голови в статичному положенні.
Коли чутка про поневолених людей стала широко відома, натовп місцевих жителів напав на резиденцію ЛаЛорі, «зруйнував і знищив усе, до чого могли потрапити». Шерифа та його офіцерів покликали розігнати натовп, але на той час, коли натовп пішов, майно зазнало серйозних пошкоджень, «ледве що-небудь залишилося, крім стін». Рабів доставили до місцевої в'язниці, де вони були доступні для загального огляду. The Bee повідомила, що до 12 квітня 4000 людей прийшли подивитися на поневолених людей, «щоб переконатися в їхніх стражданнях».
Pittsfield Sun, посилаючись на New Orleans Advertiser і написавши через кілька тижнів після евакуації стверджує, що двоє поневолених людей, знайдених в особняку, померли після їх порятунку. Там додано: «Ми розуміємо... що на подвір’ї були викопані тіла, а в засушеному колодязі [на території особняка] виявлено, тіла інших, зокрема дитини»

## Втеча від правосуддя і самовільне вигнання у Франції
Життя ЛаЛорі після пожежі 1834 року недостатньо задокументовано. У 1838 році Мартіно писала, що ЛаЛорі втікла з Нового Орлеана під час погромів, які виникли після пожежі, начебто, вона взяла карету до набережної і поїхала на шхуні до Мобіла, штат Алабама, а потім до Парижа. На той час, коли Мартіно особисто відвідала особняк Роял-стріт у 1836 році, він все ще був незайнятим і сильно пошкодженим, з «зяючими вікнами та порожніми стінами».

## Пізніше життя і смерть
Живучи зі своєю матір'ю та двома сестрами, Полін і Лор, у вигнанні в Парижі, син Дельфіни Полін Бланк написав 15 серпня 1842 року своєму шурину Огюсту ДеЛасу, заявивши, що Дельфіна серйозно хоче повернутися до Нового Орлеана і довго думає це зробити. Незважаючи на «поганий настрій» Дельфіни та її рішучість повернутися до Нового Орлеана, несхвалення її дітей та інших родичів, очевидно, було достатньо, щоб вона скасувала свій план.
Обставини смерті ЛаЛорі також неясні. У 1888 році Джордж Вашингтон Кейбл розповів популярну, але необґрунтовану історію про те, що ЛаЛорі загинула у Франції в результаті нещасного випадку під час полювання на кабана. Наприкінці 1930-х років Юджин Бекс, який служив повіреним на цвинтарі № 1 Сент-Луїса до 1924 року, виявив стару тріснуту мідну пластину в Алеї 4 цвинтаря. На тарілці був напис: «Мадам Лалорі, уроджена Марі Дельфін Маккарті, померла в Парижі 7 грудня 1842 року у віці 6–». Однак, згідно з французькими архівами Парижа, ЛаЛорі померла 7 грудня 1849 року у віці 62 років.

## Особняк ЛаЛорі

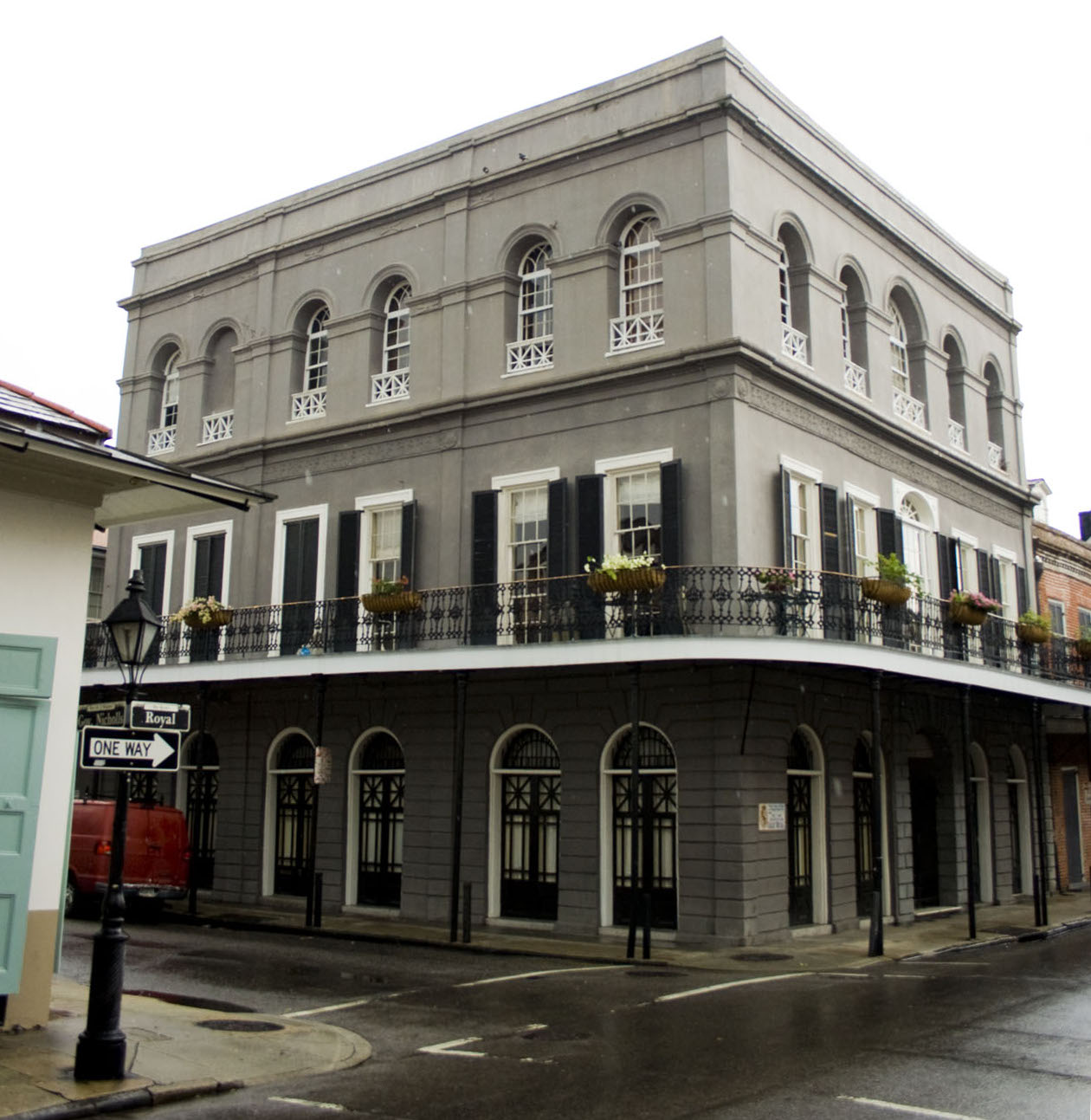
Колишній будинок LaLaurie за адресою 1140 Royal Street, сфотографований у вересні 2009 року

Оригінальний особняк в Новому Орлеані, який займав ЛаЛорі, не зберігся. Вражаючий особняк на Роял-стріт, 1140, на розі Губернатора Ніколлс-стріт (раніше відомий як Госпіталь-стріт), який зазвичай називають LaLaurie або Haunted House, не є тією самою будівлею, в якій жила LaLaurie.
Цей будинок був спалений натовпом у 1834 році і залишався в зруйнованому стані ще щонайменше чотири роки. Потім він був перебудований П’єром Трастуром після 1838 року і набув такого вигляду, який має сьогодні. Протягом наступних десятиліть він використовувався як державна середня школа, музична консерваторія, житловий будинок, притулок для молодих правопорушників, бар, меблевий магазин і елітний житловий будинок.
У житло було добудовано третій поверх і задню будівлю пізніше в 19 столітті, а задню будівлю на вулиці Губернатора Ніколлса, яка мала лише один поверх, доки в XX столітті не було додано другий, було реконструйовано в 1970-х роках, коли другий поверх Внутрішнє оздоблення будівлі було виконано архітекторами Кохом і Вільсоном. У 1928 році його висотою в три поверхи було описано як «найвища будівля серед площ навколо», в результаті чого «з купола на даху можна дивитися на В'є Карре і бачити Міссісіпі в його півмісяці перед площею Джексона».
У квітні 2007 року актор Ніколас Кейдж купив будинок за суму 3,45 мільйона доларів. Щоб захистити конфіденційність актора, документи на іпотеку були оформлені таким чином, що ім’я Кейджа на них не значилося. 13 листопада 2009 року майно, яке тоді оцінювалося в 3,5 мільйона доларів, було виставлено на аукціон у результаті звернення стягнення на майно та придбане регіональною фінансовою корпорацією за 2,3 мільйона доларів.